# SYNDUALITY
『SYNDUALITY』（シンデュアリティ）は、バンダイナムコグループによる日本のメディアミックス作品。
鴨志田一ストーリー原案、エイトビット制作によるアニメーション作品『SYNDUALITY Noir』が2023年7月11日より放送。また、芦名みのる脚本・演出・監督、スタジオぷYUKAI制作によるアニメーション作品『しんでゅありてぃ科学講座』が2023年7月12日より配信。波多野大による小説『SYNDUALITY Kaleido』が2023年7月25日より、波多野大脚本とみしまひろじ作画による漫画『SYNDUALITY ELLIE』が2023年7月27日より連載。高島雄哉による小説『はじまりの青 シンデュアリティ：ルーツ』が2024年3月18日に発売。
2025年1月23日にはコンピュータゲーム版となる『SYNDUALITY Echo of Ada』が発売。
バンダイナムコエンターテインメント・バンダイナムコフィルムワークス・BANDAI SPIRITSの3社共同のSFプロジェクト「Project SYN」の中核タイトル。2022年9月14日にプロジェクトが発表、それぞれ時代が異なるアニメとゲームを主軸とした物語が展開されるほか、プラモデルやアクションフィギュアなどのキャラクターグッズも販売される。

## あらすじ
2099年の新月の夜、地中海を中心とした広い範囲に激しく降り注いた「青い雨」と、それに伴い世界中で発生した大洪水により、数日間のうちに世界人口の92%以上が失われた。この一連の大災害は後に「新月の涙」と呼ばれ、それ以降も断続的に降るようになった青い雨は、触れた人間をたちまち絶命させてしまう一方で、他の動植物を巨大化・凶暴化させる効果を持つことが判明。これによって発生した巨大生物は「エンダーズ」（世界を終わらせる者、世界に終わりを告げる者）と呼ばれるようになった。
生き残った人類は地下施設への避難を余儀なくされたものの、やがてエンダーズへの対抗策として二足歩行兵器「クレイドル」を開発するとともに、新たなエネルギー資源「アモルファス・オレンジ・クリスタル（AO結晶）」を発見する。これにより、雨を完全に防ぐことのできる巨大な天蓋を持った巨大地下都市「アメイジア」の建設に成功、2135年に建国を宣言。厳格に管理されたAOエネルギー社会の下、ようやく新たな安住の地を得た人類であったが、その中には敢えて地上に残り、危険と引き換えの自由な生活を選ぶ者たちもいた。また、アメイジアではこれ以降アンドロイド関連技術が急速に発達し、2210年にはクレイドルのコ・パイロットとして人間的情動に富んだ新型アンドロイド「人類双対思考型AI搭載ヒューマノイド（通称：メイガス）」と、そのコックピットとなる「コフィン」を搭載したクレイドル「クレイドルコフィン」の初期ロットが完成する。
しかし、「新月の涙」から123年後となる2222年、アメイジアの天蓋及び都市基盤が一夜にして突如完全崩壊する災害が発生。アメイジア上層部も事実上消滅し、生き残った人々は「ネスト」と呼ばれる小規模な地下都市、あるいは地上での生活を送るようになる。更に、アメイジアの崩壊によって流出した多数の物資や技術は、それまで厳格に管理されていたクレイドルやクレイドルコフィンの入手を一般人にも容易ならしめ、誰もがエンダーズと戦いながらAO結晶を回収する「ドリフター」となって、一攫千金を狙うことのできる時代が到来した。

## SYNDUALITY Noir
『SYNDUALITY Noir』（シンデュアリティ ノワール）は、エイトビット制作による日本のアニメーション作品。鴨志田一のストーリー原案によるオリジナル作品。シリーズ構成はあおしまたかし、キャラクターデザインはnecoによる原案のもと桂憲一郎が担当、山本裕介が監督を務める。テレビ東京系列ほかにて放送されるテレビアニメ。第1クールは2023年7月から9月まで放送された。第2クールは2024年1月から3月まで放送された。
ゲーム版の20年後にあたる2242年を舞台としている。

### 登場人物（アニメ）
カナタ
声 - 大塚剛央、峯田茉優（少年）
主人公。父が目指した夢の楽園「イストワール」を探すドリフター見習いだったが、ノワールと契約しドリフターとなる。実の母とは幼少期から面識がなく、代わりに父の女性型メイガスがカナタの母親として彼の世話をしていた。父と共に戦死した彼女を今でも母親として想っており、その経験からメイガスも人と変わらず接している。両親が亡くなった後、ずっと気にかけてくれたトキオを兄のように慕っている。現在はトキオとコンビを組んで仕事をこなし、彼を兄貴分として認めているが、一人前として認めてくれないことに反発をすることもある。だが、これも『トキオの足手まといになりたくない』という気持ちの表れでもある。
ep.17では、ep.16終盤にて暴走し機能を停止したノワールを救うため、シエルと共にアメイジアの跡地へ向かう。しかし黒仮面やトキオが扮した白仮面の襲撃、さらには同行していたシエルの裏切りにより、イデアールに囚われの身となってしまう。その後、ヴァイスハイトに再び初期化されることを恐れていたシエルを怒りながらも説得し、トキオの協力のもと、彼女と共にイデアールを脱出した。この際『シエルを失望させないドリフターを目指す』として、彼女と一時的に契約を結んだ。
ノワール
声 - 古賀葵
「ゼロ型」と呼称されたメイガスの一機。カナタのパートナーメイガス。ミュージアムの遺跡で彼に発見される。ちゃんと服が着られなかったり、メイガスの基本的な行動すらできない「ポンコツ」の反面、戦闘面では非常に高い能力を発揮する。カナタが成長しながら前へ進んでいく中、ポンコツのメイガスである自分は『カナタの足手まといではないか』と自分の存在価値に悩み、ep.12終盤にて「ミステル」と完全に人格が入れ替わる形で深い眠りについてしまう。
ep.16にてミステルより『自身の自己修復が完了するとノワールとしての人格が消滅するかもしれない』と告げられる。『カナタのためには彼女が寄り添うことが正しい』と受け入れていたが、修復完了寸前に『このまま消えたくない』という思いから暴走を引き起こし、ミステルと共に機能を停止してしまう。その後アルバの移植処置により、機能を停止したシエルの体内に自身の意識を移植し、ミステルとは分離する形で復活した。
ミステル
声 - 古賀葵
「ノワール」の別人格で、本来のノワールとも呼べる存在。こちらが出てくると髪と肌が黒くなる。また、彼女のことを『セーフモード』と言うことから、こちらが本来の姿と思われる。何事にも攻撃的な性格の持ち主で、以前マスターであったパスカル以外はマスターと認めず、もう一つの人格であるノワールや現在のマスターであるカナタに対してキツくあたっている。本来の姿なだけあって機能もノワールから大幅に向上し、「メイガススキル」も使用可能となるが表に出ることを強く拒んでおり、普段はノワールの人格を表に出していた。ep.12終盤にて彼女が深い眠りについたことでセーフモードが機能せず、渋々ながら表側に出ることになった。ep.16においてのノワールの暴走後は自身も機能を停止していたが、アルバの移植処置によりノワールの意識をシエルの体内に移植したことで、ノワールとは分離する形で復活した。
シエル
声 - 青山なぎさ
パートナー不在のメイガス。歌姫として人気を博している。「バカラネスト」でカナタたちに救われて以降、パートナーが見つかるまでの間、彼のガレージで住み込みで働いている。表では歌手として活動しているが、本来は黒仮面が所属する組織「イデアール」の工作員。計画の最重要的存在であるノワールのマスターで、本来であれば抹殺対象となるカナタを裏で監視している。当初は単なる監視対象としてカナタを見ていたが、自分をモノではなく人のように接する彼に強く惹かれるようになる。
ep.16終盤にて暴走し機能を停止したノワールを救うため、カナタと共にアメイジアの跡地へ向かった際に工作員としての本性を現し、彼を裏切ってイデアールへ拘束する。ヴァイスハイトから契約解除の条件としてカナタの抹殺を命じられた際、これまでに何度も彼と会っていたこと、さらにその度に初期化されていたことを思い出す。『ヴァイスハイトによって再び初期化され、全てを忘れ、彼の命令により自身の手で誰かを抹殺してしまうのではないか』という不安を聞いたカナタの説得により、共にイデアールを脱出。一時的に彼のパートナーメイガスとなり、メイガススキルを発動した。しかし、ヴァイスハイトに仕込まれていたハッキングプログラムが作動し機能を停止してしまい、さらに予め自身がインストールしていたプログラムにより再起動せず、機能停止したままの状態となった。その後、アルバの移植処置によりノワールの意識が自身の体内へ移植されることとなった。
前述の通り、これまでパートナーは不在とされてきたが、ep.18にてヴァイスハイトのパートナーメイガスであることが明かされた。
トキオ / リヒト・アルター / 白仮面（しろかめん）
声 - 小林裕介
孤立していたカナタとコンビを組み、ロックタウンを中心に活動する凄腕のドリフター。腕は確かなのだが、ギャンブルや散財癖が酷く、稼ぎを全て無駄にしてしまう場合が多い。カナタとは彼が両親を亡くした時からずっと気にかけていて、彼を実の弟のように可愛がっている。カナタの師匠で、エリーの姉でもあるマリアとは腐れの仲で、彼女に好意を抱くマイケルからは色々な意味でライバル視されている。
ep.17ではイデアールの白仮面としてカナタたちの前に立ちはだかる。カナタが拘束された後はムートン、シエルと共にデイジーオーガ・アルターを修復し、彼が脱出するためのルート案内に協力した。
ep.18にて、黒仮面やヴァイスハイトと同じくアメイジアで創造された人間であることが明かされた。
ムートン / 白羊（しろひつじ）
声 - 小松史法
トキオのパートナーメイガス。老執事型で、常に冷静沈着。
ep.17では、イデアールの白羊としてカナタたちの前に立ちはだかる。カナタが拘束された後はトキオ、シエルと共にデイジーオーガ・アルターを修復し、彼が脱出するためのルート案内に協力した。
エリー
声 - 稲垣好
ドリフター。カナタとは幼馴染で好意を抱いており、彼がドリフターになったのを喜びながらも、それと同時に現れたノワールやシエルに焼きもちを焼くこともある。ドリフター組織・アヴァンチュールに所属。
アンジェ
声 - 大橋彩香
エリーのパートナーメイガス。恋にヘタレなエリーをからかいつつ、彼女をサポートしている。
黒仮面（くろかめん） / マハト・エーヴィヒカイト
声 - 坂泰斗
謎の組織「イデアール」に属するドリフターで、仮面をつけた謎の男。「鍵」を探している。ノワールをメイガスとするカナタに可能性を感じ、行く先々で彼を助けている。シュネー曰く「純粋な人」らしく、情報があればなんでも自分から率先して赴く様子。
ep.18にて、トキオやヴァイスハイトと同じくアメイジアで創造された人間であることが明かされた。
シュネー
声 - M・A・O
黒仮面のパートナーメイガス。ノワールと同じく「ゼロ型」と呼ばれた個体の一機。黒仮面のことを「マイロード」と慕い、付き従っている。
マイケル
声 - 阪口大助
この世界では貴重な生野菜を取り扱う資産家の出身ドリフターで、アヴァンチュールのリーダー。隊員エリーの姉であるマリアに好意を抱いていて、彼女と交流の深いトキオを一方的にライバル視している。指揮権を任される程ドリフターとしての腕は一流で、必要とあらば家の財産をつぎ込む。普段は普通の口調だが、激昂すると故郷の田舎訛りが出てしまう。
ボブ
声 - 濱野大輝
マイケルのパートナーメイガス。興味がないことをすぐ忘れる彼に細かく口添えしてサポートする。また、マイケルの故郷には彼の同型が複数存在する。
マリア
声 - 伊藤美来
メカニックでのカナタの師匠で、エリーの姉。妹を溺愛していて、彼女の恋も応援している。無類の酒好きで、昔から交流のあるトキオとはタメ口を叩き合う仲。マイケルが好意を持っているのは察しているようだが、シエルのライブでラブコールを送るほどにノリノリだった彼に呆れていた。カナタに引き合わせられたクラウディアとはすぐ打ち解け、意気投合した。
クラウディア
声 - 柚木涼香
20年前の大戦の数少ない生き残りのドリフター。時にはカナタを騙しながらも人が良すぎる彼を心配し、時には導いている。カナタの縁で知り合ったマリアとはすぐ打ち解け、意気投合した。
フラム
声 - 高野麻里佳
クラウディアのパートナーメイガス。ノワールと同じく「ゼロ型」と呼ばれた個体の一機。
アルバ・クゼ
声 - 広瀬裕也
アメイジア崩壊以前より活動しているドリフター。アメイジア崩壊に関わった重要人物であり、コフィンを操る腕前と合わさって「伝説のドリフター」と噂されている。ゲーム版では監視ログ（ソロプレイ用モードの収集対象となる過去の記録）によって語られる物語の主人公的存在。
エイダ
声 - 石川由依
アルバのパートナーメイガス。ノワールと同じく「ゼロ型」と呼ばれた個体の一機。人付き合いが苦手なアルバを厳しい言葉で弄りながらも、彼を献身的にサポートする。
ランゲ
声 - 伊丸岡篤
ドリフター。
ドルチェ
声 - 藤井ゆきよ
ランゲのパートナーメイガス。
マム
声 - 小宮和枝
市場を仕切っている老婆。
ダニエル
声 - 辻親八
「嵐が来る」が口癖の老人。
テオ
声 - 田村睦心
ダニエルの孫。
ベッソン
声 - 佐久間元輝
ドリフター。
イザベル
声 - 櫻井浩美
ベッソンのパートナーメイガス。ep.05にて謎の軍隊に攫われる。
モーガン
声 - 古賀明
ドリフター。
クリント
声 - 野川雅史
ドリフター。
バッシュ
声 - 三野雄大
ドリフター。
アタロー
声 - 竹田海渡
ドリフター。
ジャンヌ
声 - 杉山里穂
バーの従業員。
ジェシカ
声 - 芳野由奈
バーの従業員。
パスカル
声 - 一城みゆ希
ミステルの以前のマスター。
ヴァイスハイト・ブラウレヒト
声 - 梶裕貴
黒仮面の上司で、謎の組織「イデアール」の総帥。メイガスのゼロ型狩りを指示していた張本人である。シュネー曰く「慎重かつ寂しいお方で、人もメイガスも信じていない」とのこと。
ep.18にてシエルのマスターであること、自身の目的が「人類が支配する世界を取り戻し、同時にメイガス無き世界を実現する」こと、トキオや黒仮面と同じくアメイジアで創造された人間であることが明かされた。

### スタッフ（アニメ）
- 原作 - MAGUS
- 企画 - 佐々木新、藤原孝史、古澤圭亮、黒田学
- 監督 - 山本裕介[6]
- ストーリー原案 - 鴨志田一[6]
- シリーズ構成 - あおしまたかし[6]
- キャラクター原案 - neco[5]
- キャラクターデザイン - 桂憲一郎[6]
- サブキャラクターデザイン - 森田和明、鈴木明日香
- コフィンデザイン - 形部一平[5]
- プロダクションデザイン - 稲田航[6]
- レジェンダリーデザイン - 宮武一貴[6]
- 色彩設計 - 藤本由香里
- 美術監督 - 益田健太[6]、東大地（第2クール）、中村瑛利子（第2クール）
- 美術設定 - ブリュネ・スタニスラス、佐藤正浩、陳佳昊
- 3DCGアニメーション - 旭プロダクション
- CGディレクター - 乙幡泰秀
- 撮影監督 - 山本聖[6]
- 編集 - 定松剛
- 音響監督 - 明田川仁[29]
- 音楽 - 中山真斗[6]
- 音楽制作 - バンダイナムコミュージックライブ
- 音楽プロデューサー - 臼倉竜太郎
- プロデューサー - 松田宙、二見鷹介
- アニメーションプロデューサー - 諸口和成
- アニメーション制作 - エイトビット[5]
- 製作 - SYNDUALITY Noir Committee

### 主題歌
「RAYTRACER」
STEREO DIVE FOUNDATIONによる第1クールのオープニングテーマ。作詞・作曲・編曲はR・O・N。
「ユリイカ」
ARCANA PROJECTによる第1クールのエンディングテーマ。作詞・作曲・編曲は中山真斗。
「アイレ」
ARCANA PROJECTによる第2クールのオープニングテーマ。作詞・作曲・編曲は堀江晶太。
「Drifters」
STEREO DIVE FOUNDATIONによる第2クールのエンディングテーマ。作詞・作曲・編曲はR・O・N。

### 各話リスト
| 話数      | サブタイトル                        | 脚本              | 絵コンテ            | 演出              | 作画監督                                                                                | メカ作画監督    | 総作画監督                          | 初放送日       |           |           |           |           |           |           |           |           |           |           |           |           |           |           |           |           |
| 第1クール | 第1クール                           | 第1クール         | 第1クール           | 第1クール         | 第1クール                                                                               | 第1クール       | 第1クール                           | 第1クール      | 第1クール | 第1クール | 第1クール | 第1クール | 第1クール | 第1クール | 第1クール | 第1クール | 第1クール | 第1クール | 第1クール | 第1クール | 第1クール | 第1クール | 第1クール | 第1クール |
| --------- | ----------------------------------- | ----------------- | ------------------- | ----------------- | --------------------------------------------------------------------------------------- | --------------- | ----------------------------------- | -------------- | --------- | --------- | --------- | --------- | --------- | --------- | --------- | --------- | --------- | --------- | --------- | --------- | --------- | --------- | --------- | --------- |
| ep.01     | My name is…                         | 鴨志田一          | 山本裕介            | 北村将            | 関口雅浩                                                                                | 安藤義信        | 桂憲一郎                            | 2023年 7月11日 |           |           |           |           |           |           |           |           |           |           |           |           |           |           |           |           |
| ep.02     | My master                           | 鴨志田一          | 寺東克己            | 名和宗則          | 菊地康仁 酒井秀基 大下知之 モリタユーシ Kang Hyeon-guk Shin Eun-ah                      | 安藤義信        | 桂憲一郎                            | 7月18日        |           |           |           |           |           |           |           |           |           |           |           |           |           |           |           |           |
| ep.03     | Behind the mask                     | あおしまたかし    | 寺東克己            | 孫承希            | 手島典子                                                                                | 安藤義信        | 桂憲一郎 酒井秀基                   | 7月25日        |           |           |           |           |           |           |           |           |           |           |           |           |           |           |           |           |
| ep.04     | Wild daisy                          | あおしまたかし    | 江崎慎平            | 江崎慎平          | 森田和明 しまだひであき 森悦史 高橋裕一 前田義宏                                        | 安藤義信        | 桂憲一郎 酒井秀基                   | 8月1日         |           |           |           |           |           |           |           |           |           |           |           |           |           |           |           |           |
| ep.05     | Drifting the maze                   | 赤尾でこ          | 五十嵐達也          | 名和宗則          | Lee Seong-jin Kang Hyeon-guk Shin Eun-ah                                                | 安藤義信        | 森田和明                            | 8月8日         |           |           |           |           |           |           |           |           |           |           |           |           |           |           |           |           |
| ep.06     | Dice is cast                        | 横谷昌宏          | 藤川太              | 村上勉            | 和田伸一 重國浩子 関口雅浩 モリタユーシ                                                 | -               | 桂憲一郎 酒井秀基                   | 8月15日        |           |           |           |           |           |           |           |           |           |           |           |           |           |           |           |           |
| ep.07     | My dear…                            | あおしまたかし    | 寺東克己 生原雄次   | 中山敦史          | 亀田朋幸 しまだひであき モリタユーシ MIGHTY MAX MOVIE                                   | 安藤義信        | 清水空翔                            | 8月22日        |           |           |           |           |           |           |           |           |           |           |           |           |           |           |           |           |
| ep.08     | Pure dream                          | 赤尾でこ          | 誌村宏明            | 登坂晋            | 関口雅浩                                                                                | 安藤義信        | 鈴木明日香 桂憲一郎                 | 8月29日        |           |           |           |           |           |           |           |           |           |           |           |           |           |           |           |           |
| ep.09     | Legendary hero                      | 波多野大          | 寺東克己            | 鈴木真彦          | 酒井KEI 清水拓磨 Zearth Sato 寧波麦冬映画                                               | -               | 清水空翔                            | 9月5日         |           |           |           |           |           |           |           |           |           |           |           |           |           |           |           |           |
| ep.10     | Drifters’ pride                     | あおしまたかし    | 寺東克己            | 田中タカユキ      | 山崎秀樹 関口雅浩 和田伸一 伊能章博                                                     | 安藤義信 稲田航 | 桂憲一郎 酒井秀基                   | 9月12日        |           |           |           |           |           |           |           |           |           |           |           |           |           |           |           |           |
| ep.11     | Storm of A.I.                       | あおしまたかし    | 山本裕介            | 北村将            | 米澤優                                                                                  | 安藤義信        | 桂憲一郎                            | 9月19日        |           |           |           |           |           |           |           |           |           |           |           |           |           |           |           |           |
| ep.12     | Mirage of the Ideal                 | あおしまたかし    | 寺東克己            | 鈴木真彦 新井美穂 | 李少雷 MIGHTY MAX MOVIE                                                                 | 安藤義信        | 桂憲一郎 酒井秀基                   | 9月26日        |           |           |           |           |           |           |           |           |           |           |           |           |           |           |           |           |
| 第2クール |                                     |                   |                     |                   |                                                                                         |                 |                                     |                |           |           |           |           |           |           |           |           |           |           |           |           |           |           |           |           |
| ep.13     | Double cast                         | あおしまたかし    | 津田尚克            | 津田尚克          | 渡辺一平太 重國浩子 関口雅浩 亀田朋幸                                                   | -               | 桂憲一郎 酒井秀基 清水空翔          | 2024年 1月9日  |           |           |           |           |           |           |           |           |           |           |           |           |           |           |           |           |
| ep.14     | Mysterious journey                  | 波多野大          | 誌村宏明            | 中野友貴          | 森下愛美                                                                                | 安藤義信 稲田航 | 桂憲一郎 酒井秀基                   | 1月16日        |           |           |           |           |           |           |           |           |           |           |           |           |           |           |           |           |
| ep.15     | Duel of Fates                       | 山口宏            | 吉沢俊一            | 杉本研太郎        | 小峰正頼 上田幸一郎 小林幸洋                                                            | 安藤義信 稲田航 | 桂憲一郎 酒井秀基                   | 1月23日        |           |           |           |           |           |           |           |           |           |           |           |           |           |           |           |           |
| ep.16     | Noir Rain                           | あおしまたかし    | 北村将              | 北村将            | 桂憲一郎 酒井秀基 森田和明 亀田朋幸 しまだひであき 和田伸一 渡辺一平太 MIGHTY MAX MOVIE | 安藤義信 稲田航 | 桂憲一郎 酒井秀基                   | 1月30日        |           |           |           |           |           |           |           |           |           |           |           |           |           |           |           |           |
| ep.17     | Greyish zone                        | 鴨志田一          | 清水征郎            | 楠本巨樹          | 上田幸一郎 小林幸洋 吉田巧介 吉田隆也                                                   | 安藤義信 稲田航 | 桂憲一郎 酒井秀基                   | 2月6日         |           |           |           |           |           |           |           |           |           |           |           |           |           |           |           |           |
| ep.18     | Beyond the sky                      | 鴨志田一          | 山本裕介            | 山本裕介 北村将   | 森田和明 清水空翔 北尾勝 伊能章博 しまだひであき 和田伸一 渡辺一平太 澤口裕也           | 安藤義信 稲田航 | 酒井秀基 清水空翔 北尾勝 桂憲一郎   | 2月13日        |           |           |           |           |           |           |           |           |           |           |           |           |           |           |           |           |
| ep.19     | Body double                         | あおしまたかし    | 奥山潔 新田千尋     | 名和宗則          | 渡辺一平太 関口雅浩 ENGI 4tune reboot MIGHTY MAX MOVIE                                  | 安藤義信        | 清水空翔 桂憲一郎                   | 2月20日        |           |           |           |           |           |           |           |           |           |           |           |           |           |           |           |           |
| ep.20     | Their narratives                    | 波多野大 高島雄哉 | 佐藤英一            | 田中孝行          | 亀田朋幸 紺野美喜 笹嶋啓一 関口雅浩 藤川太 MIGHTY MAX MOVIE                             | 安藤義信 稲田航 | 森田和明 桂憲一郎                   | 2月27日        |           |           |           |           |           |           |           |           |           |           |           |           |           |           |           |           |
| ep.21     | Your song                           | 山口宏            | 誌村ネジ子          | 鈴木真彦          | しまだひであき 和田伸一 亀田朋幸 ENGI reboot MIGHTY MAX MOVIE                           | 安藤義信 稲田航 | 桂憲一郎 酒井秀基 森田和明 清水空翔 | 3月5日         |           |           |           |           |           |           |           |           |           |           |           |           |           |           |           |           |
| ep.22     | Gravity coffin                      | 山口宏            | 吉沢俊一            | 山本裕介 名和宗則 | 森田和明 桂憲一郎 菊地保乃香 MIGHTY MAX MOVIE                                           | 安藤義信 稲田航 | 桂憲一郎 森田和明                   | 3月12日        |           |           |           |           |           |           |           |           |           |           |           |           |           |           |           |           |
| ep.23     | Over the limit                      | あおしまたかし    | 清水征郎 西澤晋     | 五十嵐達也        | 亀田朋幸 関口雅浩 ENGI                                                                  | 安藤義信 稲田航 | 桂憲一郎 森田和明 清水空翔 北尾勝   | 3月19日        |           |           |           |           |           |           |           |           |           |           |           |           |           |           |           |           |
| ep.24     | My name is... Noir / Drifters again | あおしまたかし    | 山本裕介 誌村ネジ子 | 北村将            | 桂憲一郎 森川侑紀 亀田朋幸 和田伸一 MIGHTY MAX MOVIE                                    | 安藤義信 稲田航 | 桂憲一郎 森田和明                   | 3月26日        |           |           |           |           |           |           |           |           |           |           |           |           |           |           |           |           |

### 放送局
| 放送期間                | 放送時間                     | 放送局              | 対象地域                                                    | 備考                                 |
| ----------------------- | ---------------------------- | ------------------- | ----------------------------------------------------------- | ------------------------------------ |
| 2023年7月11日 - 9月26日 | 火曜 0:00 - 0:30（月曜深夜） | テレビ東京系列全6局 | 北海道・関東広域圏・愛知県・ 大阪府・岡山県・香川県・福岡県 | 字幕放送                             |
|                         | 火曜 0:30 - 1:00（月曜深夜） | BS日テレ            | 日本全域                                                    | BS/BS4K放送 / 『アニメにむちゅ〜』枠 |
|                         | 火曜 20:30 - 21:00           | AT-X                | 日本全域                                                    | CS放送 / 字幕放送 / リピート放送あり |
| 2023年7月12日 - 9月27日 | 水曜 1:25 - 1:55（火曜深夜） | 静岡放送            | 静岡県                                                      | 『スーパーアニメ6区』枠              |
|                         | 水曜 1:59 - 2:29（火曜深夜） | 広島テレビ          | 広島県                                                      |                                      |
| 2023年7月14日 - 9月29日 | 金曜 2:20 - 2:50（木曜深夜） | NST新潟総合テレビ   | 新潟県                                                      |                                      |
| 2023年7月19日 - 10月4日 | 水曜 1:31 - 2:01（火曜深夜） | 東日本放送          | 宮城県                                                      |                                      |
| 2023年8月7日 - 10月23日 | 月曜 1:00 - 1:30（日曜深夜） | テレビ長崎          | 長崎県                                                      |                                      |

インターネットではDisney+にて、同年7月11日より毎週火曜0時30分（月曜深夜）に独占配信。
| 放送期間                | 放送時間                     | 放送局              | 対象地域                                                    | 備考                                 |
| ----------------------- | ---------------------------- | ------------------- | ----------------------------------------------------------- | ------------------------------------ |
| 2024年1月9日 - 3月26日  | 火曜 0:00 - 0:30（月曜深夜） | テレビ東京系列全6局 | 北海道・関東広域圏・愛知県・ 大阪府・岡山県・香川県・福岡県 | 字幕放送                             |
|                         | 火曜 0:30 - 1:00（月曜深夜） | BS日テレ            | 日本全域                                                    | BS/BS4K放送 / 『アニメにむちゅ〜』枠 |
|                         | 火曜 1:20 - 1:50（月曜深夜） | 鹿児島放送          | 鹿児島県                                                    |                                      |
|                         | 火曜 1:35 - 2:05（月曜深夜） | テレビ和歌山        | 和歌山県                                                    |                                      |
|                         | 火曜 20:30 - 21:00           | AT-X                | 日本全域                                                    | CS放送 / 字幕放送 / リピート放送あり |
| 2024年1月10日 - 3月27日 | 水曜 1:25 - 1:55（火曜深夜） | 静岡放送            | 静岡県                                                      | 『スーパーアニメ6区』枠              |
|                         | 水曜 1:59 - 2:29（火曜深夜） | 広島テレビ          | 広島県                                                      |                                      |
| 2024年1月12日 - 3月29日 | 金曜 2:25 - 2:55（木曜深夜） | NST新潟総合テレビ   | 新潟県                                                      |                                      |
| 2024年1月17日 - 4月3日  | 水曜 1:31 - 2:01（火曜深夜） | 東日本放送          | 宮城県                                                      |                                      |
| 2024年1月22日 - 4月8日  | 月曜 1:00 - 1:30（日曜深夜） | テレビ長崎          | 長崎県                                                      |                                      |

インターネットではDisney+にて、同年1月9日より毎週火曜0時30分（月曜深夜）に独占配信。

### BD
| 巻 | 発売日        | 収録話          | 規格品番  |
| -- | ------------- | --------------- | --------- |
| 1  | 2024年5月29日 | 第1話 - 第8話   | BCXA-1903 |
| 2  | 2024年7月24日 | 第9話 - 第16話  | BCXA-1904 |
| 3  | 2024年9月25日 | 第17話 - 第24話 | BCXA-1905 |

| テレビ東京系列 火曜 0:00 - 0:30（月曜深夜）       | テレビ東京系列 火曜 0:00 - 0:30（月曜深夜）              | テレビ東京系列 火曜 0:00 - 0:30（月曜深夜）                                              |
| 前番組                                            | 番組名                                                   | 次番組                                                                                   |
| ------------------------------------------------- | -------------------------------------------------------- | ---------------------------------------------------------------------------------------- |
| 君は放課後インソムニア （2023年4月11日 - 7月4日） | SYNDUALITY Noir（第1クール） （2023年7月11日 - 9月26日） | SHY（第1期） （2023年10月3日 - 12月19日）                                                |
| SHY（第1期） （2023年10月3日 - 12月19日）         | SYNDUALITY Noir（第2クール） （2024年1月9日 - 3月26日）  | 転生したら第七王子だったので、気ままに魔術を極めます（第1期） （2024年4月2日 - 6月18日） |

### しんでゅありてぃ科学講座
『しんでゅありてぃ科学講座』は、スタジオぷYUKAI制作による日本のアニメーション作品。芦名みのる脚本・演出・監督によるショートアニメである。EMOTION Label Channelにて、2023年7月12日より配信中。毎週水曜日正午更新。

#### スタッフ（Webアニメ）
- 脚本・演出・監督 - 芦名みのる
- ぷちキャラクターデザイン - たけはらみのる
- 制作 - スタジオぷYUKAI

### Webラジオ
WEBラジオ『SYNDUALITY Noir ロックタウン放送局』が音泉にて、2023年7月11日より毎週火曜0時30分（月曜深夜）に配信開始。パーソナリティはカナタ役の大塚剛央とエリー役の稲垣好。

### SYNDUALITY Kaleido
『SYNDUALITY Kaleido』（シンデュアリティ カレイド）は、波多野大による小説。『SYNDUALITY Noir』のサイドストーリーが描かれている。『月刊ホビージャパン』2023年9月号から2024年6月号まで連載された。ウェブマガジン「Hobby JAPAN Web」にも掲載されている。

### SYNDUALITY ELLIE
『SYNDUALITY ELLIE』（シンデュアリティ エリー）は、波多野大脚本、みしまひろじ作画による日本の漫画、および波多野大による小説。アニメーション作品『SYNDUALITY Noir』の登場人物であるエリーを主人公としたスピンオフ作品。漫画版は『月刊コミックアライブ』（KADOKAWA）にて2023年9月号から2024年12月号まで連載。みしまひろじが作画、波多野大が脚本を担当する。
- みしまひろじ（漫画）・MAGUS（原作）・波多野大（脚本） 『SYNDUALITY ELLIE』 KADOKAWA〈MFコミックス〉、全2巻
  1. 2024年2月28日発売[54][55]、ISBN 978-4-04-811264-2
  2. 2025年1月28日発売[56]、ISBN 978-4-04-811311-3

小説版はMF文庫J（同社）より刊行。波多野が執筆し、みしまはキャラクターデザイン協力としてクレジットされる。
- 波多野大（著） ・neco（カバー・口絵イラスト）・緑川葉（本文イラスト）・みしまひろじ（キャラクターデザイン協力）・MAGUS（原作） 『SYNDUALITY ELLIE』 KADOKAWA〈MF文庫J〉、2023年9月25日発売[57]、ISBN 978-4-04-682861-3

## はじまりの青 シンデュアリティ：ルーツ
『はじまりの青 シンデュアリティ：ルーツ』は、高島雄哉による小説。2024年3月18日に創元SF文庫（東京創元社）より刊行された。本シリーズでSF考証を担当している著者による執筆で、2099年から2222年にかけての4世代のエピソードを通してシリーズの「はじまり」が描かれている。
- 高島雄哉（著）・MAGUS（原作） 『はじまりの青 シンデュアリティ：ルーツ』 東京創元社〈創元SF文庫〉、2024年3月15日初版（2024年3月18日発売[60]）、ISBN 978-4-488-78503-1

## SYNDUALITY Echo of Ada
『SYNDUALITY Echo of Ada』（シンデュアリティ エコー オブ エイダ）は、バンダイナムコエンターテインメントより2025年1月23日に発売されたゲームソフト。ジャンルはサードパーソン・シューティングゲーム（エクストラクションシューター）。開発担当はゲームスタジオ。対応機種はWindows PC（Steam）・PlayStation 5・Xbox Series X/S。前述のアニメ版の20年前にあたる2222年を舞台としている。
プレイヤーはドリフターの一員となり、自身のメイガスと共にクレイドルコフィンに搭乗して、地上世界での物資回収や調査活動を行う。

### ゲームモード

#### オンラインレイド
本作のメインとなるマルチプレイ用モード。クレイドルコフィンのボディタイプ毎に定められた活動時間（バッテリー容量）の制限内で地上世界の調査を行い、マップ各所に点在する帰還用エレベーターに乗って地下世界に物資を持ち帰り、その収益で拠点や装備を整えながら、ドリフターとして名を上げていくことが目的となる。
フィールド上には常に多数のプレイヤーが出入りしており、協力も敵対も自由である。ゲーム開始時は「ドリフター振興協会」の協会員として他の協会員と協力しつつ活動することが推奨されているが、ゲームシステム上はプレイヤーキラーも可能となっており、他の協会員を繰り返し攻撃し続けていると、協会からの評価が「要注意協会員」を経て「賞金首」へと変化していく。賞金首になった者は協会を除名処分となり、協会や暫定政府などからの公的な依頼が受けられなくなる代わりに「ダークマーケット」からの非合法な依頼が受けられるようになり、ショップで購入できる装備品も変化する。また、賞金首には実際にゲーム内通貨での懸賞金が懸けられており、協会員が賞金首を倒すことで多額の懸賞金が獲得できる他、賞金首側には自身にかけられた賞金額を競う「賞金首ランキング」、協会員側にも獲得した懸賞金を競う「バウンティハンターランキング」が存在する。なお、協会の脱退・再加入はゲーム内通貨を支払うことでも自由に行える（ただし高額）。

##### マップ
アメイジア東地方
エネミーだけでなく他プレイヤーに対しても攻撃が可能な、プレイヤー対プレイヤー対エネミー（PvPvE）ルール。
北方地帯（アメイジア東地方）
最初から出撃できるマップ。協会の影響力が強い地域で、賞金首となった場合は、ダークマーケットである程度の実績を積むまで出撃できなくなる。
南方地帯（アメイジア東地方）
北方地帯より危険度が高く、雨も降りやすいマップ。ダークマーケットの影響力が強い地域で、協会員としてある程度の実績を積むか、賞金首となることで出撃可能となる。
アメイジア東地方（中央地帯）
南北地帯とその間を繋ぐ中央地帯を一つにまとめた広大なマップ。協会員・賞金首ともに実績を重ねると出撃できるようになる。南北それぞれのマップとは独立した扱いとなり、このマップに出撃できるようになると、南北どちらかのみを選んでの出撃はできなくなる。シーズン2アップデートにより、「地下鉱床」や「夢の島」のマップ拡張が行われた。
アメイジア東地方（雨季）
中央地帯で実績を重ねると出撃できるようになる。マップ構成自体は中央地帯と同一だが、常に雨が降り続けており、晴れることがないため、天井の無い場所では常にクレイドルの耐候性ゲージが消費される。雨の影響でエネミーやAO結晶、ドロップアイテムも強化されている。
炎熱砂丘
シーズン2中間アップデートで追加された高難度マップ。アメイジア東地方（雨季）で実績を重ねると出撃できるようになる。アメイジア東地方とは異なり、純粋なプレイヤー対エネミー（PvE）ルールで、プレイヤー同士の攻撃は自動的に無効となる。また、熱波の影響で、雨が降らない限り常にクレイドルの耐候性ゲージが消費される。PvEエリアと死灰エリアはそれぞれ出撃できる時間帯が決まっており、1日に2回ずつ、インターバルを挟みながら交互に解放されている。
炎熱砂丘（PvEエリア）
アメイジア東地方と同様に、探索を主としたマップ。マップ外周部の広大な砂丘エリアと、マップ中央部の断崖で隔てられた死灰エリア、その二箇所を結ぶ地下エリアで構成されている。アメイジア東地方では特殊な状況下でしか出現しない巨大エンダーズが、恒常的に生息している。
炎熱砂丘（死灰エリア）
死灰エリアの中央部分のみに限定されたマップで、プレイヤー同士で協力しながら超巨大エネミー「チェイサーエンプレス」の撃破を目指す、レイドボス戦エリア。貢献度により特別な報酬が獲得できる。

#### 旧アメイジア調査
オンラインレイドをある程度プレイすると挑めるようになる、ソロプレイ用モード。依頼主の指定するステージに出撃し、「監視ログ」と呼ばれるアメイジア時代のデータを持ち帰ることが目的となる。なお、使用できるクレイドルコフィンや装備、メイガスの性能タイプはステージ毎に固定されており、プレイヤーが自由に持ち込めるのは自身の相棒であるメイガスの姿だけとなる。また、入手した監視ログを自由に閲覧できることを除き、報酬は一切発生しない。

### 登場人物（Echo of Ada）
主人公
プレイヤー自身の分身となるドリフター。ゲーム中では具体的な姿は描かれず、台詞が発せられることも無い。
チュートリアルでは教官メイガスから「地下生まれ」と呼ばれている。
メイガス
声 - 石川由依（Grau型:GR-α-01）、折笠富美子（Ibis型:IB-α-09）、上村祐翔（Locke型:LO-β-03）、三宅健太（Gorde型:GO-β-12）、古賀葵（Noir型/Mystera型:MY-α-19）
ドリフター振興協会から支給された、主人公の相棒となるメイガス。主人公のことを「ユナイター」と呼ぶ。
名前や容姿、性格などは好みに合わせてカスタマイズでき、タイプの異なる複数のメイガスを所有することもできる。
ヨシヲ
声 - ずんだもん
ウサギのぬいぐるみのような姿をした、ドリフター振興協会のマスコットキャラクター。新米ドリフターの案内役として、ゲーム内のチュートリアルムービーやラジオ放送に登場する。
元々は作品世界内の子供向け教育番組「吉雄」のキャラクターだったのが、紆余曲折を経て、市井のデザイナーの手により無許可で生まれ変わったものという設定。
アルバ・クゼ
声 - 広瀬裕也
ドリフター。アニメにも登場している同名キャラクターの20年前の姿。旧アメイジア調査で手に入る監視ログ内の物語に登場。
エイダ
声 - 石川由依
メイガス。旧アメイジア調査で手に入る監視ログ内の物語に登場。
フェリ・ガルシア
声 - 小清水亜美
旧アメイジア調査で手に入る監視ログ内の物語に登場。
メラス・サリバン
声 - 子安武人
旧アメイジア調査で手に入る監視ログ内の物語に登場。
ドーサン・クゼ
声 - 関智一
旧アメイジア調査で手に入る監視ログ内の物語に登場。
ユキ・コートニー
声 - 前田佳織里
旧アメイジア調査で手に入る監視ログ内の物語に登場。
エルネスト・モラード
声 - 東地宏樹
旧アメイジア調査で手に入る監視ログ内の物語に登場。
ナナ・ヨナシロ
声 - 沢城みゆき
旧アメイジア調査で手に入る監視ログ内の物語に登場。
シオン・ジュニオール
声 - 稲田徹
旧アメイジア調査で手に入る監視ログ内の物語に登場。

## メカ

### クレイドルコフィン
- デイジーオーガ
  - デイジーオーガ アルター
  - デイジーオーガ フィックス
- ジョンガスメーカー
  - ジョンガスメーカー改
- グレンシノビ
- リアリド
  - エリー機
- ホーンドウル
- ギルボウ
  - ギルボウ（フル装備）
- ノアゲームチェンジャー
- ジャックボックス
  - ジェーンボルト
- シンバードウォッチャー
  - ヴィクトリアウィール
- シンスパイダー
  - シンカーディナル
- シンタワー
  - リドルスニッチャー
- ジュエリエッタオーガ
  - ブラッドレイブーケ
- ジュリエッタアンバー
  - ソーンデア
- ジュリエッタモホーク
  - アリスアコナイト
- トムガーディアン
- ボウイラビット
  - マシュージェスター
    - イドアネモネ
- ボウイチリペッパー
  - ドリーウォウラス
- ボウイハーネス
  - バーデントマホーク

### キャリア
- カナタ・トキオ機
- アヴァンチュール機
- クラウディア機
- アルバ・エイダ機
- シエル機
- イデアール機